# Brachypogon remmi
Brachypogon remmi är en tvåvingeart som beskrevs av Wirth 1988. Brachypogon remmi ingår i släktet Brachypogon och familjen svidknott. Inga underarter finns listade i Catalogue of Life.